# Desenvolvimento de jogos eletrônicos independentes
O desenvolvimento de jogos eletrônicos independentes é o processo de criação de jogos eletrônicos independentes sem o suporte financeiro, nem uma publicadora de jogos eletrônicos. Grandes empresas também podem criar jogos independentes, mas normalmente são produzidos por um pequeno time de pessoas, dependendo da complexidade do projeto. Tais projetos podem demorar desde dias a anos para ser completado, dependendo da complexidade de pessoas e participantes.
Com a distribuição digital, foi lançado um movimento indie, com vários jogos sendo lançados facilmente.

## História
Em 1990, houve um aumento de jogos indie. Mas com a distribuição de jogos eletrônicos controlada por grandes publicadoras, os desenvolvedores indie necessitavam criar sua própria publicadora e procurar alguém disposto a distribuí-lo, ou distribuí-lo em um shareware. Com as compras online, era possível vender os jogos com pouco investimento para todo o mundo, em várias plataformas, tanto para PC, quanto para os consoles.

## Distribuição
A distribuição de jogos eletrônicos é feita de forma digital, permitindo tanto o desenvolvedor publicar seu jogo como seus jogadores terem fácil acesso ao jogo em diversas plataformas, como o Xbox Live Arcade, Steam e OnLive.

## Ferramentas
Assim como nos jogos comerciais, a linguagem C++ é a mais popular na produção de jogos independentes, contudo, encontra-se muitos jogos feitos em linguagens como C# (usado principalmente para a plataforma XNA da Microsoft), Objective-C/Swift (utilizado no iOS), e em Java, outras linguagens como Python, Ruby, Lua e ActionScript também são amplamente usados.
Algumas engines comerciais como a Unreal Engine, a Unity, a CryEngine e a Source Engine também possuem versões gratuitas para desenvolvedores independentes. Dentre as engines gratuitas, destacam-se a Blender Game Engine, jMonkeyEngine e Panda3D, além dos motores gráficos Crystal Space, Irrlicht e OGRE. Para jogos em 2D destaca-se a Allegro.